# Volta Limburg Classic 2023

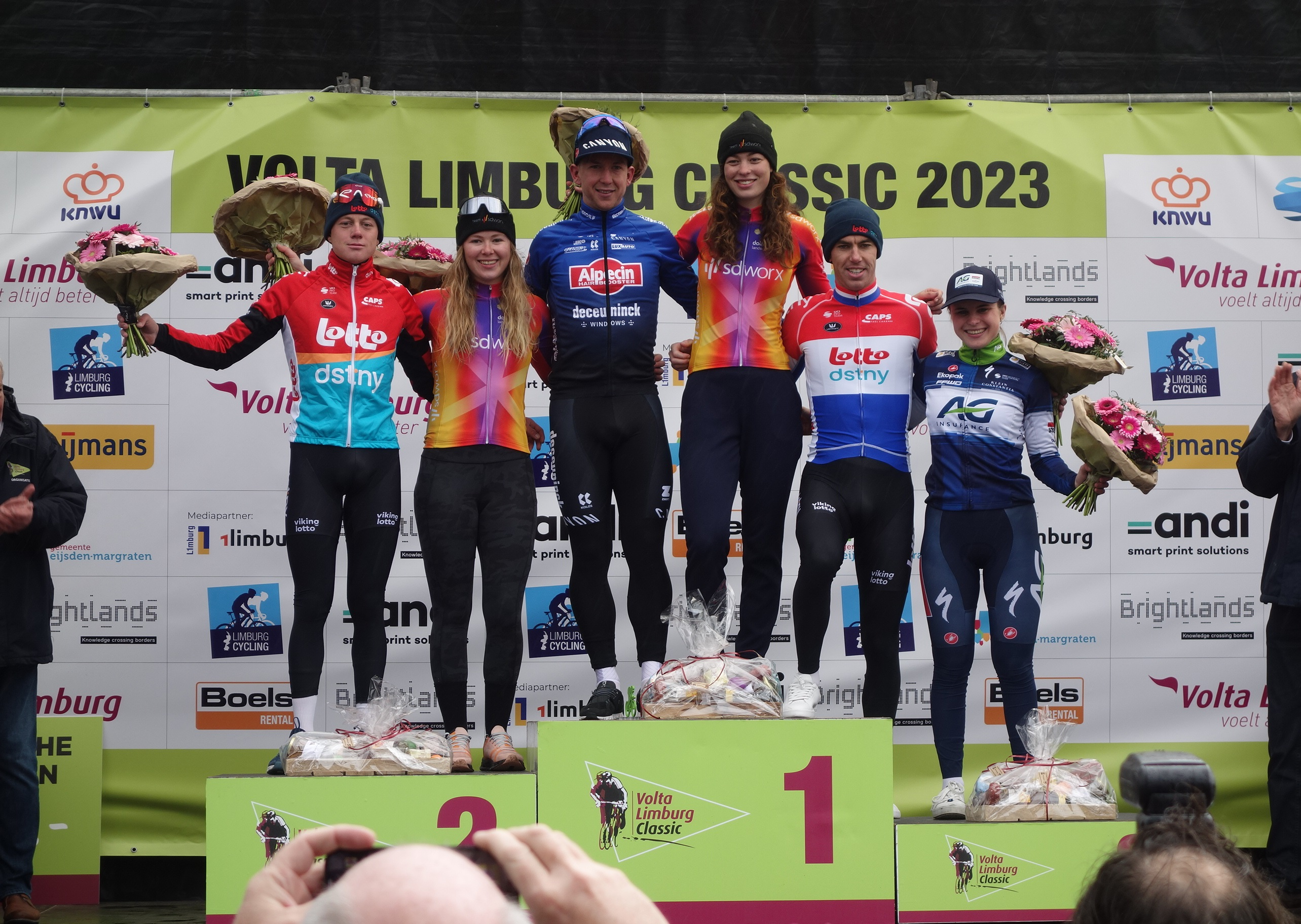
Podium van de Volta Limburg Classic 2023

De 48e editie van de wielerwedstrijd Volta Limburg Classic voor mannen vond plaats op 1 april 2023. Voor de vrouwen was het de 11e editie, die eveneens op 1 april 2023 plaatsvond. De start en finish vond plaats in Eijsden.

## Mannen
Bij de mannen was het de Australiër Kaden Groves die zegevierde. De Belg Maxim Van Gils werd tweede. Zijn ploegmaat van Lotto-Dstny, Pascal Eenkhoorn kwam als derde over de finish. Tijdens de wedstrijd was er veel regenval.

## Uitslag
| Plaats  | Naam             | Ploeg                      | tijd     |
| ------- | ---------------- | -------------------------- | -------- |
| Winnaar | Kaden Groves     | Alpecin-Deceuninck         | 4u57'18" |
| 2       | Maxim Van Gils   | Lotto-Dstny                | z.t.     |
| 3       | Pascal Eenkhoorn | Lotto-Dstny                | +1'32"   |
| 4       | Rune Herregodts  | Intermarché-Circus-Wanty   | +2'33"   |
| 5       | Milan Menten     | Lotto-Dstny                | +3'15"   |
| 6       | Lennert Teugels  | Bingoal WB                 | +3'18"   |
| 7       | Kamiel Bonneu    | Sport Vlaanderen-Baloise   | z.t.     |
| 8       | Timo de Jong     | VolkerWessels Cycling Team | z.t.     |
| 9       | Abram Stockman   | TDT-Unibet Cycling Team    | +3'21"   |
| 10      | Mathias Bregnhøj | Leopard TOGT Pro Cycling   | z.t.     |

## Vrouwen
Bij de vrouwen was het Mischa Bredewold die de race voor het eerst won. Zij ging solo na de laatste beklimming van Moerslag, op het moment dat haar twee ontsnapte ploeggenotes Femke Markus en Anna Shackley werden gegrepen. Lonneke Uneken (rijdend voor dezelfde ploeg) finishte als tweede. De Zwitserse Nöelle Rüetschi kwam als derde over de finish.
Er stonden enkele World-Tourteams aan de start, waaronder SD Worx, Team DSM en Jumbo-Visma. Bij afwezigheid van titelverdedigster Amber Kraak, werd het rugnummer 1 namens Jumbo-Visma gedragen door Fem van Empel, voor wie dit de eerste wegwedstrijd was.

## Uitslag
| Plaats  | Naam               | Ploeg                 | tijd     |
| ------- | ------------------ | --------------------- | -------- |
| Winnaar | Mischa Bredewold   | Team SD Worx          | 3u05'30" |
| 2       | Lonneke Uneken     | Team SD Worx          | +1'06"   |
| 3       | Nöelle Rüetschi    | AG Insurance-NXTG U23 | +1'08"   |
| 4       | Niamh Fisher-Black | Team SD Worx          | +1'18"   |
| 5       | Anneke Dijkstra    | Individueel           | +1'20"   |
| 6       | Femke Markus       | Team SD Worx          | +1'29"   |
| 7       | Iris Timmermans    | WV Schijndel          | z.t.     |
| 8       | Fem van Empel      | Team Jumbo-Visma      | z.t.     |
| 9       | Mijntje Geurts     | Lotto Dstny Ladies    | z.t.     |
| 10      | Lente Boskamp      | WV Schijndel          | z.t.     |

1973 · 1974 · 1975 · 1976 · 1977 · 1978 · 1979 · 1980 · 1981 · 1982 · 1983 · 1984 · 1985 · 1986 · 1987 · 1988 · 1989 · 1990 · 1991 · 1992 · 1993 · 1994 · 1995 · 1996 · 1997 · 1998 · 1999 · 2000 · 2001 · 2002 · 2003 · 2004 · 2005 · 2006 · 2007 · 2008 · 2009 · 2010 · 2011 · 2012 · 2013 · 2014 · 2015 · 2016 · 2017 · 2018 · 2019 · 2020 · 2021 · 2022 · 2023 · 2024